# Jordanoleiopus flavosuturalis
Jordanoleiopus flavosuturalis là một loài bọ cánh cứng trong họ Cerambycidae.